# Torovica
Torovica falu Albánia északnyugati részén, Lezha városától légvonalban 15, közúton 17 kilométerre északnyugatra, a Zadrima síkjából kiemelkedő rög, a Kakarriq-hegy délnyugati oldalán. Lezha megyén belül Lezha községhez tartozik, Balldren i Ri alközség egyik települése.
Elsősorban régészeti helyszínként, a torovicai fejszeleletről nevezetes. Az 1977–1978-ban a falu mellett ásató Frano Prendi egy raktárként azonosított épületet tárt fel, amelyet a bronzkor végére, a vaskor elejére, azaz az i. e. 11–10. századra keltezett. Az ásatás kiemelkedő eredménye az egymásra halmozott 124 bronz fejszefej, amelyből 91 kelta, 31 illír-dalmata típusú, 1 pedig itáliai mintákat másol. Ennek jelentősége kettős: egyfelől a kelta tipológiájú fejszék túlsúlya a bronzkor végi interetnikus kapcsolatok intenzitásáról vall, másfelől Prendi 1984-es publikációjában rámutatott, hogy a korabeli fémművesek nem munkaeszközként, hanem a cserekapcsolatokban használt fizetőeszközként készítették ezeket a fejszéket.